# 이시방 초상 일괄
이시방 초상 일괄(李時昉 肖像 一括)은 대전광역시 유성구에 있는 조선시대의 이시방 초상화이다. 2009년 1월 28일 대전광역시의 유형문화재 제38호로 지정되었다.

## 개요
보물 1482호로 지정된 이시방 초상의 이본(異本)들로 작품의 완성도가 높고, 주인공 이시방의 인물사적 의미가 주목된다.
함(函)과 보(褓)를 포함하여 조선시대 초상화의 제작 경위 및 방법을 알려주는 중요한 문화재이다.

## 같이 보기
- 이시방 초상 - 보물 제1482호

## 참고 문헌
- 이시방 초상 일괄 - 국가유산청 국가유산포털